# George D. Hay
Pour les articles homonymes, voir George Hay et Hay.
George Hay est un directeur de la station de radio WSN (9 novembre 1895- 8 mai 1968) située à Nashville au Tennessee à qui l'on crédita la création de la fameuse émission Grand Ole Opry, qui fut un succès monstre aux États-Unis dès ses premières émissions en 1927. Hay prit sa retraite en 1956. Il fut introduit au Country Music Hall of Fame.